# Кауч, Джон Натаниел
Джон Ната́ниел Ка́уч (англ. John Nathaniel Couch, 1896—1986) — американский миколог.

## Биография
Джон Натаниел Кауч родился 12 октября 1896 года в семье Джона Генри Кауча и Сэлли Лав Терри. С 1914 года учился в Тринити-колледже (ныне — Университет Дьюка), в 1917 году перешёл на медицинский факультет Университета Северной Каролины. Под влиянием профессора Уильяма Чемберса Кокера решил изучать ботанику. Окончил Университет Северной Каролины со степенью бакалавра в 1919 году, находясь в это время во Франции, работая некоторое время в Университете Нанси. По возвращении в Северную Каролину получил степень магистра в 1922 году, вскоре став доцентом. В 1924 году под руководством Кокера Кауч защитил диссертацию и получил степень доктора философии. Одновременно Кауч преподавал в средней школе в Чапел-Хилле.
В 1927 году Джон Натаниел женился на Эльзе Дороти Рупрехт. С 1932 года Кауч был профессором Университета Северной Каролины. В 1944 году Кокер ушёл в отставку с должности главы ботанического отделения университета, и его место занял Кауч. В 1967 году он ушёл на пенсию.
12 декабря 1986 года Джон Кауч скончался.
В 1937 году Кауч был удостоен Медали Джефферсона Академии наук Северной Каролины. В 1964 году он стал первым награждённым Золотой медалью за вклад в науку штата Северная Каролина.
В 1937—1939 Джон Натаниел Кауч работал в редакции журнала Mycologia, с 1946 по 1961 — был главным редактором Journal of the Elisha Mitchell Scientific Society. В 1943 году он был избран президентом Микологического общества Америки, в 1946 — Академии наук Северной Каролины, в 1964 году — вице-президентом Ботанического общества Америки.

## Некоторые научные публикации
- Couch, J.N. Spore formation and discharge in some genera of water molds. — Chapel Hill, 1922. — 221 p.
- Coker, W.C.; Couch, J.N. The Gasteromycetes of the Eastern United States and Canada. — Chapel Hill, 1928. — 201 p.
- Couch, J.N. The genus Septobasidium. — Chapel Hill, 1938. — 480 p.
- Couch, J.N.; Bland, C.E. The Genus Coelomomyces. — Orlando, 1985. — 399 p.

## Роды и виды, названные в честь Дж. Н. Кауча
- Couchia W.W.Martin, 1981
- Johncouchia S.Hughes & Cavalc., 1983
- Coelomomyces couchii Nolan & B.Taylor, 1979
- Conidiobolus couchii Sriniv. & Thirum., 1968
- Rhizophydium couchii Sparrow, 1943
- Rhizopogon couchii A.H.Sm., 1966
- Septobasidium couchii Donk, 1958
- Typhulochaeta japonica var. couchii Solheim, Eboh & McHenry, 1968 [≡ Erysiphe couchii (Solheim, Eboh & McHenry) U.Braun, 2012]